# Лак-дю-Фламбо (переписна місцевість, Вісконсин)
Лак-дю-Фламбо (англ. Lac du Flambeau) — переписна місцевість (CDP) в США, в окрузі Вілас штату Вісконсин. Населення — 1845 осіб (2020).

## Географія
Лак-дю-Фламбо розташований за координатами 45°57′44″ пн. ш. 89°53′49″ зх. д. / 45.96222° пн. ш. 89.89694° зх. д. (45.962279, -89.896865).  За даними Бюро перепису населення США в 2010 році переписна місцевість мала площу 20,13 км², з яких 12,81 км² — суходіл та 7,31 км² — водойми.

## Демографія
Згідно з переписом 2010 року, у переписній місцевості мешкало 1969 осіб у 594 домогосподарствах у складі 457 родин. Густота населення становила 98 осіб/км².  Було 861 помешкання (43/км²).
Расовий склад населення:
| - 87,6 % — корінних американців - 10,2 % — білих - 0,2 % — чорних або афроамериканців - 0,1 % — азіатів |

До двох чи більше рас належало 1,9 %. Частка іспаномовних становила 2,7 % від усіх жителів.
За віковим діапазоном населення розподілялося таким чином: 36,0 % — особи молодші 18 років, 55,4 % — особи у віці 18—64 років, 8,6 % — особи у віці 65 років та старші. Медіана віку мешканця становила 27,0 року. На 100 осіб жіночої статі у переписній місцевості припадало 101,1 чоловіків;  на 100 жінок у віці від 18 років та старших — 97,8 чоловіків також старших 18 років.
Середній дохід на одне домашнє господарство  становив 32 406 доларів США (медіана — 20 160), а середній дохід на одну сім'ю — 38 370 доларів (медіана — 30 058). Медіана доходів становила 38 491 долар для чоловіків та 29 750 доларів для жінок. За межею бідності перебувало 44,3 % осіб, у тому числі 55,1 % дітей у віці до 18 років та 9,9 % осіб у віці 65 років та старших.
Цивільне працевлаштоване населення становило 566 осіб. Основні галузі зайнятості: мистецтво, розваги та відпочинок — 31,1 %, освіта, охорона здоров'я та соціальна допомога — 26,5 %, публічна адміністрація — 13,8 %, виробництво — 10,1 %.